# WASP-117
WASP-117 — одиночная звезда в созвездии Эридана. Находится на расстоянии приблизительно 512 световых лет от Солнца. Вокруг звезды обращается, как минимум, одна планета.

## Характеристики
WASP-117 впервые упоминается в каталоге Кордобское обозрение, составленном в 1908 году, под наименованием CD-50 714. Звезда относится к спектральному классу F9V. Масса звезды составляет 1,126 массы Солнца, радиус — 1,17 радиуса Солнца. Температура поверхности WASP-117 составляет 6040 кельвинов. Возраст звезды оценивается приблизительно в 4,6 миллиардов лет.

## Планетная система
В 2014 году группой астрономов, работающих в рамках программы SuperWASP, было объявлено об открытии планеты WASP-117 b в системе. Это горячий газовый гигант, по размерам он сопоставим с Юпитером, но однако имеет 27 % юпитерианской массы. Период обращения вокруг материнской звезды равен десяти с лишним земным суткам. Открытие планеты было совершено транзитным методом.